# Кугушев, Флор Васильевич
Князь Флор Васильевич Кугушев (1851—1881) — писатель-юморист из рода Кугушевых.
Учился в Харьковском ветеринарном институте, но не закончил его. Затем был актёром частных сцен. Помещал в «Стрекозе», «Будильнике» и других изданиях бойко написанные сатирические рассказы; часть их вошла в сборник: «Среди приятной компании» (М., 1881).